# Alvin Karpis
Alvin Francis Karpowicz, född 10 augusti 1907, död 26 augusti 1979, även kallad "'Creepy Karpis"', för sitt ondskefulla leende, var en kanadensisk-amerikansk brottsling, känd för sitt samarbete med Barkergänget på 1930-talet. Han var den siste av de så kallade "public enemies" att gripas, något som gav J. Edgar Hoover och FBI stor uppmärksamhet. Han var länge fånge i det mytomspunna fängelset Alcatraz, i hela 26 år.
I filmen Public Enemies (2009) spelas han av Giovanni Ribisi.